# Bâtiment du musée national de Smederevska Palanka
Le bâtiment du musée national de Smederevska Palanka (en serbe cyrillique : Зграда Народног музеја у Смедеревској Паланци ; en serbe latin : Zgrada Narodnog muzeja u Smederevskoj Palanci) se trouve à Smederevska Palanka, dans le district de Podunavlje, en Serbie. Il est inscrit sur la liste des monuments culturels protégés de la république de Serbie (identifiant no SK 559).

## Présentation

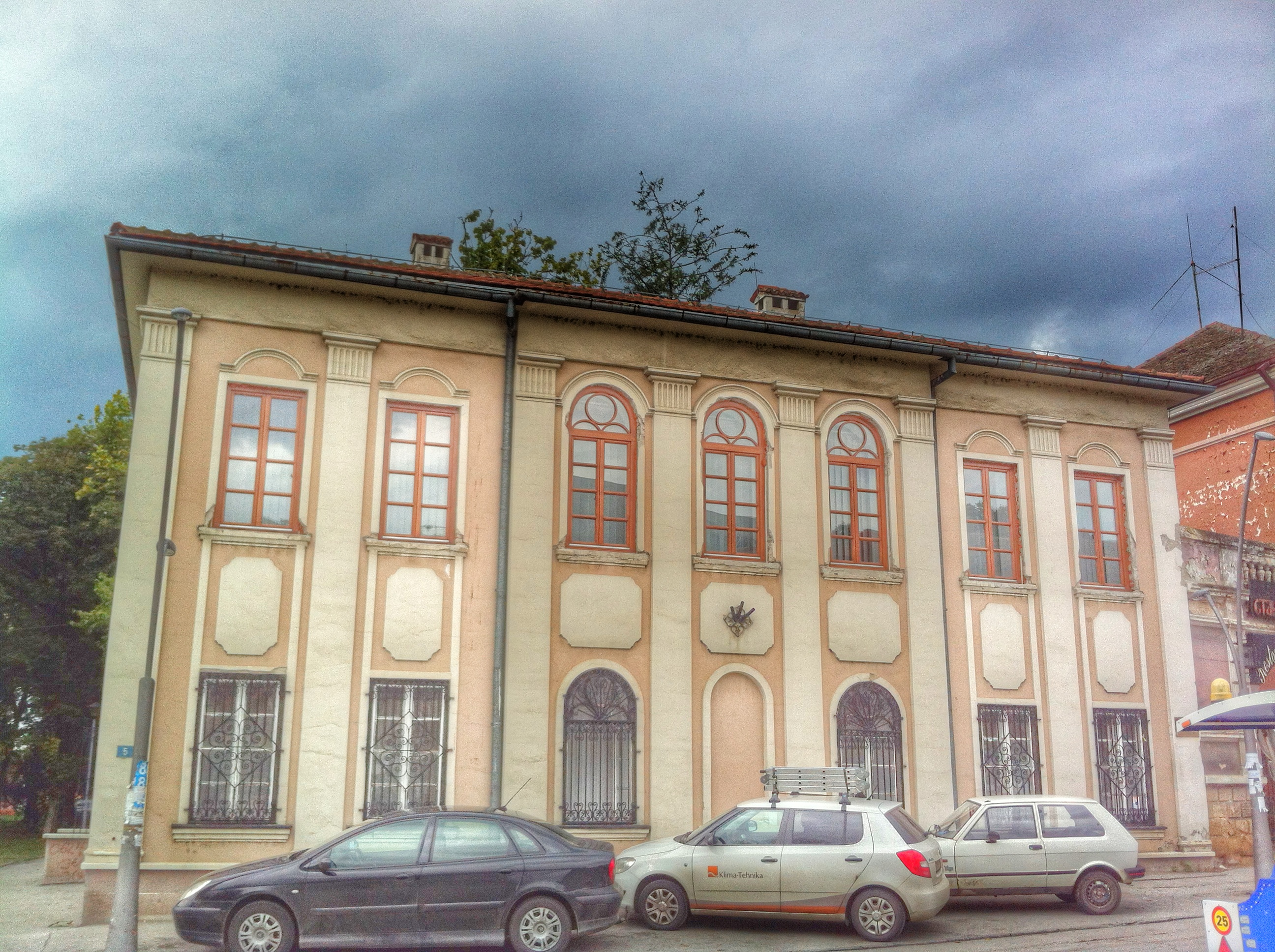
Autre vue du bâtiment.

Le bâtiment a probablement construit entre 1855 et 1860 pour servir de résidence à la famille Šišković . Vers 1868, il a été adapté pour accueillir le siège du « srez » de Smederevska Palanka.
Il est construit sur une base presque carrée et, à l'époque de son édification, il avait une fonction représentative aussi bien à l'intérieur qu'à l'extérieur. Il est constitué d'un rez-de-chaussée, d'un étage et d'un grenier et doté d'un toit à quatre pans avec une charpente en bois, aujourd'hui recouvert de tuiles. Massif et cubique, l'édifice est construit en briques liées par du mortier.
La façade sur rue se caractérise par sa symétrie, organisée autour d'une avancée centrale peu profonde dotée de fenêtres cintrées. De style académique, les façades étaient vraisemblablement de style néo-classique à l'origine ; en revanche la décoration plastique originelle a presque totalement disparu. Aujourd'hui, le rez-de-chaussée et l'étage sont unis par des pilastres d'un style proche de la Sécession.
Avec le temps, le bâtiment a connu quelques modifications, principalement dans les périodes 1917-1918 et 1969-1970, quand il a été adapté aux besoins d'un musée.

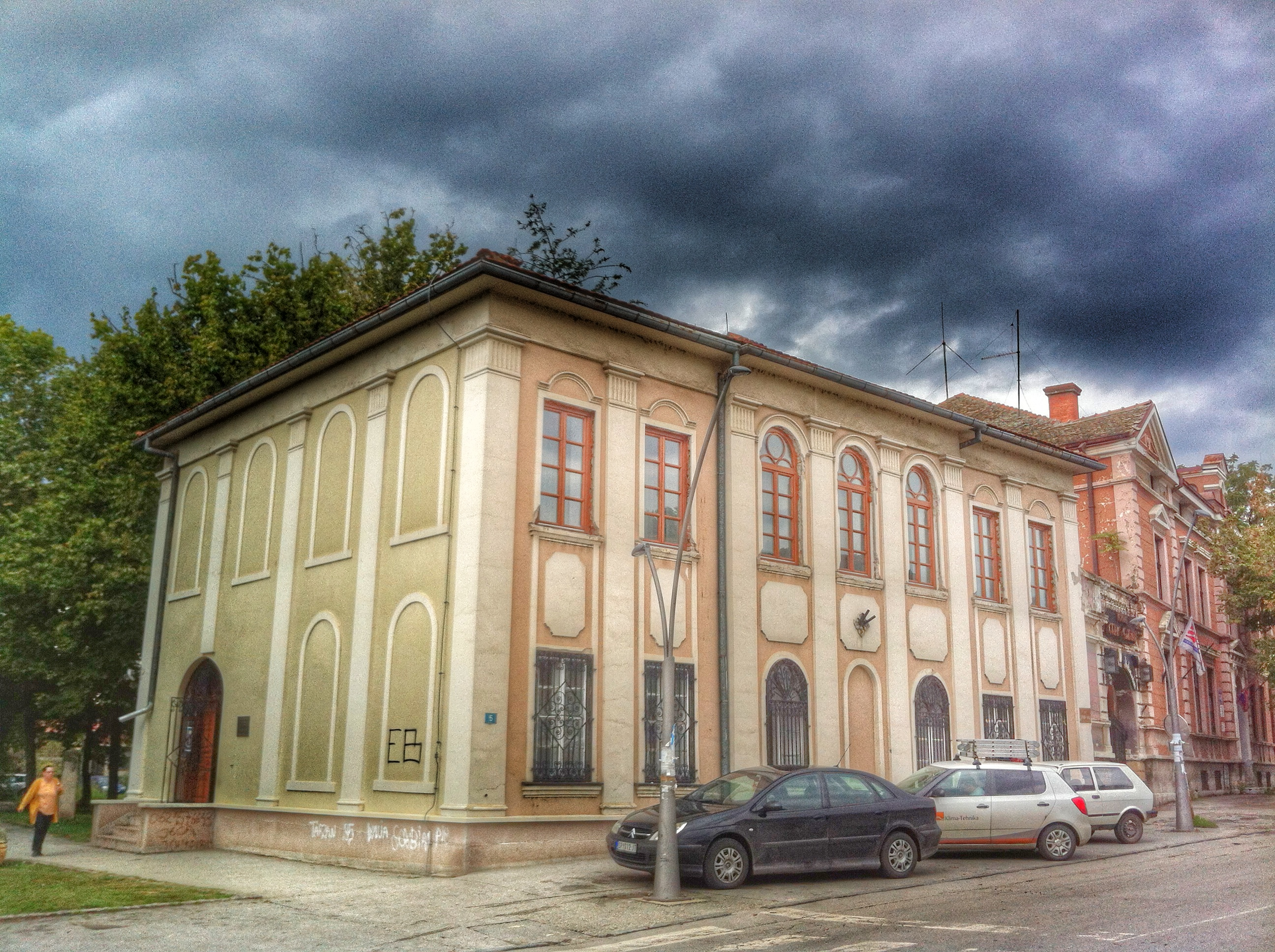
Autre vue du bâtiment.

### Note
1. ↑  À l'époque de la principauté de Serbie, le « srez » était une subdivision administrative intermédiaire entre le district (okrug) et la municipalité (opština). Cette subdivision a été abolie en 1965.